# Вивас, Клаудио
Клаудио Алехандро Вивас (исп. Claudio Alejandro Vivas; род. 12 августа 1968, Росарио, Санта-Фе) — аргентинский футбольный тренер.

## Карьера
В качестве игрока Вивас выступал на позиции вратаря за юниорскую команду «Ньюэллс Олд Бойз», но уже в 18 лет завершил карьеру и занялся тренерским делом. В системе красно-чёрных он познакомился с начинающим специалистом Марсело Бьелсой, которому Вивас затем ассистировал во многих командах. Вместе тренеры несколько лет работали в сборной Аргентине: под их руководством она в 2004 году выиграла золото в футбольном турнире на Летних Олимпийских играх в Афинах и серебро на Кубке Америки в Перу.
Самостоятельную карьеру наставника Вивас начал в 2009 году в клубе «Архентинос Хуниорс». В дальнейшем работал с коллективами из Аргентины, Перу и Боливии, тренировал молодежную сборную Чили. В январе 2023 года был назначен на должность спортивного директора коста-риканской федерации футбола. В августе того же года после отставки наставника национальной сборной страны Луиса Суареса аргентинский специалист временно возглавил «тикос».